# Каролінзьке Відродження

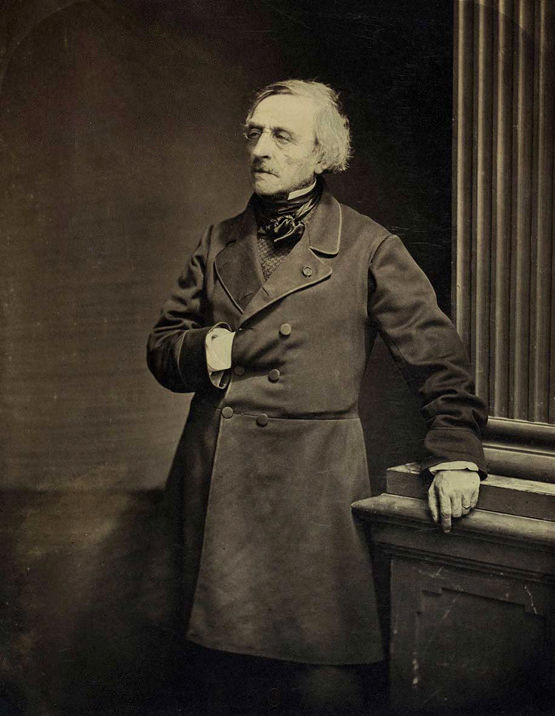
Жан-Жак Ампер, історик, який запровадив термін «Каролінзьке відродження»

Каролінзьке Відродження (фр. renaissance carolingienne) — період розвитку освіти, науки та мистецтв у Середньовічній Європі в кінці VIII — на початку IX століття, пов'язаний із правлінням Карла Великого та його спадкоємців.
Карл Великий підкорив собі великі території в Європі. 800 року він був проголошений імператором Священної Римської імперії. Для управлінням великими володіннями Карлу потрібні були освічені люди. Частково їх запрошували з інших країн, але імператор доклав зусиль для вирощування своїх кадрів. Він заснував школу при своєму палаці в Аахені, яку очолив запрошений із Англії Алкуїн, підтримував монастирі, як центри освіти, зробив латину офіційною в імперії.
Справу Карла Великого продовжили його спадкоємці Людовик Благочесний та Карл II Лисий.
Термін Каролінзьке Відродження запровадив у 30-х роках XIX ст. французький історик Жан-Жак Ампер.

## Найважливіші джерела
- Monumenta Germaniae Historica :
  - Scriptores rerum germanicarum, Nova series, XII, éd. Hans F. Haefele, Berlin, 1959, DMGH [Архівовано 30 серпня 2006 у Wayback Machine.]
  - Leges, II, Capitularia regum Francorum, I—II, éd. Alfred Boretius & Viktor Krause, Hanovre, 1883—1897, DMGH [Архівовано 30 серпня 2006 у Wayback Machine.] ou Gallica: I [Архівовано 20 листопада 2011 у Wayback Machine.] et II [Архівовано 3 вересня 2010 у Wayback Machine.]
  - Capitularia Episcoporum, I, éd. Peter Brommer, Hanovre, 1984 DMGH [Архівовано 30 серпня 2006 у Wayback Machine.]
  - Concilia, II, Concilia aevi Karolini, I—II (742—842), éd. Albert Werminghoff, Hanovre, 1906—1908, DMGH [Архівовано 30 серпня 2006 у Wayback Machine.] ou Gallica: I [Архівовано 12 серпня 2011 у Wayback Machine.] et II [Архівовано 29 березня 2016 у Wayback Machine.]
  - Epistolae, t.IV, Epistolae Karoli Aevi II, éd. Ernst Duemmler, Berlin, 1895 DMGH [Архівовано 30 серпня 2006 у Wayback Machine.]
  - Poetae, I—IV, éd. Societas aperiendis fontibus, Berlin, 1881—1890, DMGH [Архівовано 30 серпня 2006 у Wayback Machine.] ou Gallica: I [Архівовано 9 червня 2015 у Wayback Machine.], II [Архівовано 9 червня 2015 у Wayback Machine.], III [Архівовано 10 квітня 2016 у Wayback Machine.], IV [Архівовано 10 квітня 2016 у Wayback Machine.]
- Eginhard, Vita Karoli, Gallica [Архівовано 21 жовтня 2016 у Wayback Machine.]
- Alcuin, Patrologie Latine, 101, Documenta Catholica Omnia [Архівовано 6 січня 2010 у Wayback Machine.]
- Notker le Bègue, Gesta Karoli Magni, éd. Hans F. Haefele in MGH, Scriptores, voir supra, DMGH
- Paul Diacre: extraits [Архівовано 5 грудня 2008 у Wayback Machine.]
- Raban Maur : De Universo et autres, Patrologie Latine, 110, Documenta Catholica Omnia [Архівовано 24 січня 2008 у Wayback Machine.]